# 자바 메일
자바 메일(Java Mail)은 SMTP, POP3, IMAP을 통해 전자 메일을 주고 받을 수 있게 하는 자바 API이다. 자바 메일은 J2EE에서 개발되었고, J2SE에서 부가적으로 제공한다.